# 星空みちる
星空 みちる（ほしぞら みちる、1988年3月28日 - ）は、日本のAV女優。

## プロフィール
- 身長：158cm。
- スリーサイズ：B83・W56・H82。
- 血液型：B型。
- 趣味・特技：テニス・水泳。

## 略歴
- 2008年12月に『新人!kawaii*専属デビュ→1番星みちる見つけた☆』でAVデビュー。

## 出演作品

### アダルトビデオ
2008年
- 新人!kawaii*専属デビュ→1番星みちる見つけた☆（2008年12月25日、kawaii*）

2009年
- 学校でセックchu♥ 星空みちる（2009年1月25日、kawaii*）
- kawaii*special ギザカワユスDX！（2009年2月25日、kawaii*）…共演:横山美雪、桃瀬えみる、原明奈
- LOVE♥ドッピュン！！メガ顔射スペシャル!星空みちる（2009年3月25日、kawaii*）
- kawaii*女学園パラダイス♥美少女14人6時間SP（2009年4月25日、kawaii*）…共演:愛斗ゆうき、横山美雪、鈴木さとみ、吉沢みなみ、牧野くるみ、他8人